# خواکین انسنیات
خواکین انسنیات (اسپانیایی: Joaquín Enseñat‎؛ زادهٔ ۲۲ ژانویهٔ ۱۹۳۸) بازیکن بسکتبال اهل اسپانیا بود.
از باشگاه‌هایی که در آن بازی کرده‌است می‌توان به باشگاه بسکتبال یوونتوت بادالونا اشاره کرد.